# 門多薩 (秘魯)
門多薩（西班牙語：Mendoza），是秘魯的城鎮，位於該國北部亞馬遜大區，是羅德里格斯德門多薩省的首府，海拔高度1,575米，受溫暖潮濕的熱帶氣候影響，2006年人口3,261。
6°23′S 77°28′W / 6.383°S 77.467°W